# منچستر (اکلاهما)
منچستر(به انگلیسی: Manchester) شهری در ایالت اکلاهما کشور ایالات متحده آمریکا است که جمعیت آن در سرشماری سال ۲۰۱۰ میلادی، ۱۰۳ نفر بوده‌است.